# Deutsche Badmintonmeisterschaft 2012
Die Deutschen Badmintonmeisterschaften 2012 fanden vom 2. bis zum 5. Februar 2012 in Bielefeld statt. Austragungsort war die Seidensticker Halle. Erstmals wurde bei einer Deutschen Meisterschaft, ähnlich wie bei den internationalen Turnieren, ein Live Score angeboten.
Titelverteidiger bei den Herren waren Marc Zwiebler im Einzel, Ingo Kindervater und Johannes Schöttler im Doppel und bei den Damen Juliane Schenk im Einzel, Sandra Marinello und Birgit Michels im Doppel sowie Michael Fuchs und Birgit Michels im gemischten Doppel. Juliane Schenk musste ihren Start bei der Meisterschaft jedoch aus gesundheitlichen Gründen absagen. Aufgrund von Meinungsverschiedenheiten mit dem Deutschen Badminton-Verband sagte auch Carola Bott ihren Start ab. Es war die 60. Auflage der Titelkämpfe.

## Medaillengewinner
| Disziplin    | Gold                                                                   | Silber                                                                 | Bronze                                                                 |
| ------------ | ---------------------------------------------------------------------- | ---------------------------------------------------------------------- | ---------------------------------------------------------------------- |
| Herreneinzel | Marc Zwiebler (1. BC Beuel)                                            | Dieter Domke (1. BC Bischmisheim)                                      | Lukas Schmidt (PTSV Rosenheim)                                         |
| Herreneinzel | Marc Zwiebler (1. BC Beuel)                                            | Dieter Domke (1. BC Bischmisheim)                                      | Marcel Reuter (1. BC Bischmisheim)                                     |
| Dameneinzel  | Olga Konon (1. BC Bischmisheim)                                        | Karin Schnaase (SC Union 08 Lüdinghausen)                              | Fabienne Deprez (FC Langenfeld)                                        |
| Dameneinzel  | Olga Konon (1. BC Bischmisheim)                                        | Karin Schnaase (SC Union 08 Lüdinghausen)                              | Lisa Heidenreich (1. BC Bischmisheim)                                  |
| Herrendoppel | Ingo Kindervater (1. BC Beuel) Johannes Schöttler (1. BC Bischmisheim) | Michael Fuchs (1. BC Bischmisheim) Oliver Roth (PTSV Rosenheim)        | Peter Käsbauer (PTSV Rosenheim) Josche Zurwonne (TV Refrath)           |
| Herrendoppel | Ingo Kindervater (1. BC Beuel) Johannes Schöttler (1. BC Bischmisheim) | Michael Fuchs (1. BC Bischmisheim) Oliver Roth (PTSV Rosenheim)        | Andreas Heinz (SG Anspach) Max Schwenger (VfL 93 Hamburg)              |
| Damendoppel  | Birgit Michels (1. BC Beuel) Sandra Marinello (1. BC Düren)            | Johanna Goliszewski (1. BV Mülheim) Carla Nelte (TV Refrath)           | Isabel Herttrich (VfL 93 Hamburg) Inken Wienefeld (VfL 93 Hamburg)     |
| Damendoppel  | Birgit Michels (1. BC Beuel) Sandra Marinello (1. BC Düren)            | Johanna Goliszewski (1. BV Mülheim) Carla Nelte (TV Refrath)           | Gitte Köhler (VfL 93 Hamburg) Claudia Vogelgsang (VfB Friedrichshafen) |
| Mixed        | Michael Fuchs (1. BC Bischmisheim) Birgit Michels (1. BC Beuel)        | Johannes Schöttler (1. BC Bischmisheim) Sandra Marinello (1. BC Düren) | Josche Zurwonne (SC Union 08 Lüdinghausen) Carla Nelte (TV Refrath)    |
| Mixed        | Michael Fuchs (1. BC Bischmisheim) Birgit Michels (1. BC Beuel)        | Johannes Schöttler (1. BC Bischmisheim) Sandra Marinello (1. BC Düren) | Peter Käsbauer (PTSV Rosenheim) Johanna Goliszewski (1. BV Mülheim)    |

## Herreneinzel
- Björn Wippich – Bernd Mockenhaupt: 21-9 21-18
- Mirco Ewert – René Rother: 22-20 15-21 30-28
- Mark Byerly – Sven Landwehr: 12-5 Aufgabe
- Philipp Wachenfeld – Robert Georg: 21-12 21-12
- Daniel Schmidt – Jens Ehlert: 21-15 21-18
- Kai Waldenberger – Johannes Pistorius: 21-18 21-15
- Hannes Käsbauer – Jan Collin Strehse: 22-20 21-15
- Lars Schänzler – Dominic Becker: 21-18 23-21
- Kai Schäfer – Lars Rieger: 21-18 21-14
- Tobias Axmann – Dominic Scherpen: 10-21 21-16 21-18
- Tobias Wadenka – Mark Lamsfuß: 21-18 11-21 21-19
- Richard Domke – Robert Hinsche: 21-14 21-9
- Julien Gupta – Leonard Heim: 21-14 21-11
- Philipp Discher – Alexander Semrau: 23-21 17-21 21-19
- Alexander Roovers – Steffen Peterskovsky: 21-16 21-13
- Malte Laibacher – Konrad Schade: 21-15 21-14
- Christopher Skrzeba – Michael Teuber: 21-9 21-13
- Daniel Benz – Andreas Kämmer: 21-14 21-12
- Till Felsner – Christian Bald: 21-14 21-16
- Fabian Roth – Peter Lang: 21-18 21-18
- Patrick Kämnitz – Thomas Fertig: 13-21 21-11 21-13
- Stefan Adam – Jan Blomeyer: 21-18 21-17
- Marc Zwiebler – Lucas Bednorsch: 21-12 21-8
- Sebastian Rduch – Björn Wippich: 21-14 21-9
- Fabian Hammes – Mirco Ewert: 21-14 21-10
- Kai Waldenberger – Daniel Schmidt: 21-17 23-21
- Marcel Reuter – Mark Byerly: 21-13 21-9
- Philipp Wachenfeld – Hannes Käsbauer: 21-12 21-14
- Sven Eric Kastens – Lars Schänzler: 21-16 21-17
- Kai Schäfer – Tobias Axmann: 21-12 21-12
- Richard Domke – Tobias Wadenka: 21-6 21-7
- Nikolaj Persson – Julien Gupta: 21-12 21-12
- Alexander Roovers – Philipp Discher: 21-7 21-17
- Lukas Schmidt – Malte Laibacher: 21-14 21-13
- Daniel Benz – Christopher Skrzeba: 21-11 21-8
- Sebastian Schöttler – Till Felsner: 21-14 21-17
- Patrick Kämnitz – Fabian Roth: 21-12 21-8
- Dieter Domke – Stefan Adam: 21-5 21-14
- Marc Zwiebler – Sebastian Rduch: 21-18 21-16
- Fabian Hammes – Kai Waldenberger: 21-17 13-21 21-14
- Marcel Reuter – Philipp Wachenfeld: 21-15 21-9
- Sven Eric Kastens – Kai Schäfer: 21-13 21-10
- Richard Domke – Nikolaj Persson: 19-21 21-18 21-11
- Lukas Schmidt – Alexander Roovers: 21-10 21-15
- Sebastian Schöttler – Daniel Benz: 22-20 21-6
- Dieter Domke – Patrick Kämnitz: 21-13 21-9
- Marc Zwiebler – Marcel Reuter: 21-13 21-14
- Dieter Domke – Lukas Schmidt: 22-20 20-22 21-18
- Marc Zwiebler – Fabian Hammes: 21-10 21-17
- Marcel Reuter – Sven Eric Kastens: 21-16 21-16
- Lukas Schmidt – Richard Domke: 21-13 21-11
- Dieter Domke – Sebastian Schöttler: 21-13 11-2 Aufgabe
- Marc Zwiebler – Dieter Domke: 21-12 21-23 21-15

## Dameneinzel
- Luise Heim – Fabienne Köhler: 21-16 21-15
- Mette Stahlberg – Yvonne Li: 21-19 22-20
- Theresa Wurm – Anja Nichterwitz: 21-16 21-12
- Lisa Heidenreich – Verena Venhaus: 21-10 21-9
- Neele Voigt – Nicole Hörsting: 21-13 21-11
- Eva Damm – Simone Lauber: 21-19 21-13
- Sandra Emrich – Franziska Volkmann: 21-16 21-11
- Alina Hammes – Christina Kunzmann: 21-8 21-13
- Sonja Schlösser – Karina Büser: 21-14 21-17
- Kira Kattenbeck – Sarah Lamsfuß: 21-11 21-15
- Astrid Hoffmann – Lara Käpplein: 21-18 18-21 21-10
- Natalie Tropf – Diana Lamsfuß: 21-4 21-6
- Ramona Hacks – Yvonne Latussek: 21-13 21-8
- Claudia Vogelgsang – Mascha Bahro: 21-11 21-7
- Kaja Bahro – Julia Bantin: 21-15 21-19
- Alexandra Schmedtje – Tessa Koschig: 21-19 21-11
- Mona Reich – Stephanie Noteboom: 21-8 21-5
- Janine Rehrmann – Juliane Peters: 26-28 21-19 21-19
- Vanessa Poyatos – Corinne Beutler: 21-14 21-18
- Miriam Mantell – Julia Kunkel: 21-14 21-11
- Annika Horbach – Heike Voigt: w.o.
- Monja Bölter – Anika Dörr: 21-12 21-17
- Lisa Deichgräber – Nicole Schnurrer: 21-14 21-18
- Nicole Bartsch – Silke Becker: 21-13 21-16
- Luise Heim – Linda Klasen: 21-9 21-15
- Mette Stahlberg – Theresa Wurm: 21-18 21-19
- Lisa Heidenreich – Katja Stolte: 21-3 21-9
- Neele Voigt – Eva Damm: 21-15 21-7
- Karin Schnaase – Sandra Emrich: 21-7 21-9
- Alina Hammes – Sonja Schlösser: 21-11 21-6
- Stefanie Struschka – Kira Kattenbeck: 21-12 21-19
- Astrid Hoffmann – Natalie Tropf: 21-12 21-16
- Claudia Vogelgsang – Ramona Hacks: 21-19 22-20
- Fabienne Deprez – Kaja Bahro: 21-7 21-12
- Mona Reich – Alexandra Schmedtje: 21-19 21-14
- Nadine Kuhnert – Janine Rehrmann: 21-9 21-12
- Miriam Mantell – Vanessa Poyatos: 21-9 21-8
- Monja Bölter – Annika Horbach: 21-15 21-11
- Lisa Deichgräber – Laura Wich: 21-16 21-15
- Olga Konon – Nicole Bartsch: 21-6 21-6
- Luise Heim – Mette Stahlberg: 18-21 21-17 21-12
- Lisa Heidenreich – Neele Voigt: 21-18 21-19
- Karin Schnaase – Alina Hammes: 21-5 21-12
- Stefanie Struschka – Astrid Hoffmann: 21-13 21-14
- Fabienne Deprez – Claudia Vogelgsang: 21-5 21-13
- Mona Reich – Nadine Kuhnert: 21-9 21-12
- Monja Bölter – Miriam Mantell: 21-14 21-14
- Olga Konon – Lisa Deichgräber: 21-14 21-8
- Karin Schnaase – Lisa Heidenreich: 21-12 21-13
- Olga Konon – Fabienne Deprez: 21-9 21-8
- Lisa Heidenreich – Luise Heim: 21-13 21-19
- Karin Schnaase – Stefanie Struschka: 21-13 21-14
- Fabienne Deprez – Mona Reich: 21-15 15-21 21-11
- Olga Konon – Monja Bölter: 21-14 21-10
- Olga Konon – Karin Schnaase: 21-17 21-11

## Herrendoppel
- Lars Rieger / Jan Collin Strehse – Till Felsner / Leonard Heim: 21-19 22-24 21-17
- Hendrik Westermeyer / Christian Bald – Philipp Discher / Konrad Schade: 21-12 21-10
- Malte Laibacher / Sebastian Haardt – Karsten Lehmann / Bastian Zimmermann: 16-21 21-17 26-24
- Peter Lang / Raphael Beck – Christoph Mangstl / Michael Teuber: 21-15 21-11
- Mats Hukriede / Finn Torben Glomp – Johannes Szilagyi / Sebastian Teller: 19-21 21-15 21-10
- Fabian Roth / Johannes Pistorius – Robert Hinsche / Andreas Kämmer: 21-17 22-20
- Johannes Schöttler / Ingo Kindervater – Lars Rieger / Jan Collin Strehse: 21-9 21-10
- Niclas Lohau / Julien Gupta – Lukas Behme / Lucas Gredner: 21-13 21-18
- David Washausen / Philipp Wachenfeld – Nils Rotter / Kai Schäfer: 21-15 21-10
- Konstantin Kron / Jonas Benz-Baldas – Alexander Buchwald / Simon Böer: 21-19 21-17
- Leif-Olav Zöllner / Daniel Porath – Matthias Kissing / Mirko Sosna: Walkover
- Manuel Heumann / Lucas Bednorsch – Mark Byerly / Mark Lamsfuß: 22-20 21-19
- Hendrik Westermeyer / Christian Bald – Daniel Benz / Robert Georg: 21-16 21-19
- Hannes Käsbauer / Fabian Holzer – Sebastian Haardt / Malte Laibacher: 17-21 21-12 21-17
- Till Zander / Maurice Niesner – Raphael Beck / Peter Lang: 21-10 16-21 21-15
- Frank Heuwing / André Bertko – Dominic Becker / Max Stage: 21-17 17-21 21-15
- Max Schwenger / Andreas Heinz – Finn Torben Glomp / Mats Hukriede: 21-12 21-13
- Björn Wippich / Stefan Adam – Maximilian Enders / Steffen Peterskovsky: 21-10 21-19
- Mike Joppien / Thorsten Hukriede – Johannes Pistorius / Fabian Roth: 21-12 21-8
- Marc Zwiebler / Dieter Domke – Patrick Krämer / Thomas Legleitner: 21-9 21-13
- Tobias Wadenka / Konstantin Dubs – Bernd Mockenhaupt / Alexander Zimmermann: 21-12 21-18
- Josche Zurwonne / Peter Käsbauer – Julien Gupta / Niclas Lohau: 21-19 21-17
- Henning Zanssen / Jens Ehlert – Philipp Wachenfeld / David Washausen: 22-20 21-19
- Felix Schoppmann / Denis Nyenhuis – Jonas Benz-Baldas / Konstantin Kron: 21-14 21-6
- Benjamin Placzek / Michael Hauber – Marius Breuer / Daniel Schmidt: 21-18 12-21 21-16
- Oliver Roth / Michael Fuchs – Daniel Porath / Leif-Olav Zöllner: 21-13 21-8
- Johannes Schöttler / Ingo Kindervater – Lucas Bednorsch / Manuel Heumann: 21-14 21-12
- Hendrik Westermeyer / Christian Bald – Fabian Holzer / Hannes Käsbauer: 21-10 21-18
- Till Zander / Maurice Niesner – André Bertko / Frank Heuwing: 21-9 21-4
- Max Schwenger / Andreas Heinz – Stefan Adam / Björn Wippich: 21-7 21-18
- Marc Zwiebler / Dieter Domke – Thorsten Hukriede / Mike Joppien: 17-21 21-12 21-15
- Josche Zurwonne / Peter Käsbauer – Konstantin Dubs / Tobias Wadenka: 21-13 21-11
- Felix Schoppmann / Denis Nyenhuis – Jens Ehlert / Henning Zanssen: 21-13 21-15
- Oliver Roth / Michael Fuchs – Michael Hauber / Benjamin Placzek: 21-16 21-10
- Johannes Schöttler / Ingo Kindervater – Andreas Heinz / Max Schwenger: 21-18 21-13
- Oliver Roth / Michael Fuchs – Peter Käsbauer / Josche Zurwonne: 21-15 21-16
- Johannes Schöttler / Ingo Kindervater – Christian Bald / Hendrik Westermeyer: 21-15 21-16
- Max Schwenger / Andreas Heinz – Maurice Niesner / Till Zander: 21-15 21-17
- Josche Zurwonne / Peter Käsbauer – Dieter Domke / Marc Zwiebler: 16-21 21-12 21-17
- Oliver Roth / Michael Fuchs – Denis Nyenhuis / Felix Schoppmann: 21-13 21-14
- Johannes Schöttler / Ingo Kindervater – Michael Fuchs / Oliver Roth: 21-14 20-22 21-12

## Damendoppel
- Tessa Koschig / Mascha Bahro – Janine Rehrmann / Katharina Stork: 21-13 21-17
- Laura Wich / Miriam Mantell – Linda Klasen / Nadine Kuhnert: 21-15 16-21 21-16
- Christina Kunzmann / Barbara Bellenberg – Angela Giebmanns / Nicole Hörsting: 21-9 27-25
- Birgit Michels / Sandra Marinello – Mascha Bahro / Tessa Koschig: 21-4 21-10
- Larina Tornow / Julia Bantin – Kaja Bahro / Nicole Schnurrer: 21-17 20-22 23-21
- Theresa Wurm / Lara Käpplein – Diana Lamsfuß / Sarah Lamsfuß: 21-12 14-21 21-8
- Jessica Willems / Nicole Bartsch – Sabine Heitkötter / Yvonne Li: 19-21 21-18 21-13
- Kira Kattenbeck / Alina Hammes – Eva Janssens / Julia Kunkel: 18-21 21-19 21-17
- Stefanie Struschka / Mona Reich – Fabienne Köhler / Laura Riffelmann: 21-14 20-22 21-18
- Lisa Deichgräber / Monja Bölter – Barbara Bellenberg / Christina Kunzmann: 21-16 21-11
- Ina Vermaßen / Nicole Nonn – Carolin Brenner / Jacqueline Mazurek: 21-19 21-6
- Claudia Vogelgsang / Gitte Köhler – Sandra Emrich / Juliane Peters: 21-13 21-17
- Franziska Volkmann / Anika Dörr – Andrea Kannengießer / Diane Lakermann: 21-10 21-17
- Kerstin Wagner / Natalie Tropf – Hanna Kölling / Mette Stahlberg: 24-22 21-11
- Neele Voigt / Laura Ufermann – Julia Bantin / Larina Tornow: 21-16 21-17
- Jennifer Karnott / Linda Efler – Blerina Bunjaku / Shpresa Bunjaku: 21-14 21-15
- Inken Wienefeld / Isabel Herttrich – Astrid Hoffmann / Amelie Oliwa: 21-15 21-16
- Annika Horbach / Ramona Hacks – Bianca Pils / Sonja Schlösser: 16-21 21-15 21-18
- Kim Buss / Nicol Bittner – Lara Käpplein / Theresa Wurm: 21-14 21-14
- Vanessa Poyatos / Luise Heim – Kathrin Brincker / Nadine Ehlenbröker: 21-15 12-21 21-16
- Carla Nelte / Johanna Goliszewski – Nicole Bartsch / Jessica Willems: 21-11 21-9
- Birgit Michels / Sandra Marinello – Alina Hammes / Kira Kattenbeck: 21-13 21-12
- Stefanie Struschka / Mona Reich – Miriam Mantell / Laura Wich: 21-19 21-15
- Lisa Deichgräber / Monja Bölter – Nicole Nonn / Ina Vermaßen: 21-12 21-7
- Claudia Vogelgsang / Gitte Köhler – Anika Dörr / Franziska Volkmann: 23-21 18-21 21-13
- Kerstin Wagner / Natalie Tropf – Laura Ufermann / Neele Voigt: 17-21 21-15 22-20
- Inken Wienefeld / Isabel Herttrich – Linda Efler / Jennifer Karnott: 21-19 21-8
- Kim Buss / Nicol Bittner – Ramona Hacks / Annika Horbach: 21-10 19-21 21-14
- Carla Nelte / Johanna Goliszewski – Luise Heim / Vanessa Poyatos: 21-14 21-8
- Birgit Michels / Sandra Marinello – Gitte Köhler / Claudia Vogelgsang: 21-10 21-12
- Carla Nelte / Johanna Goliszewski – Isabel Herttrich / Inken Wienefeld: 21-23 21-17 21-15
- Birgit Michels / Sandra Marinello – Mona Reich / Stefanie Struschka: 21-11 21-8
- Claudia Vogelgsang / Gitte Köhler – Monja Bölter / Lisa Deichgräber: 21-13 21-13
- Inken Wienefeld / Isabel Herttrich – Natalie Tropf / Kerstin Wagner: 21-12 21-17
- Carla Nelte / Johanna Goliszewski – Nicol Bittner / Kim Buss: 21-15 21-7
- Birgit Michels / Sandra Marinello – Johanna Goliszewski / Carla Nelte: 21-9 21-12

## Mixed
- Henning Zanssen / Bianca Pils – Tobias Axmann / Natalie Tropf: 15-21 21-19 21-17
- Sebastian Schöttler / Gitte Köhler – Benjamin Placzek / Christina Kunzmann: 21-17 21-18
- Niclas Lohau / Linda Efler – Robert Georg / Mona Reich: 21-18 18-21 23-21
- Lucas Bednorsch / Kerstin Wagner – Alexander Zimmermann / Nicole Schnurrer: 21-18 14-21 21-16
- Philipp Wachenfeld / Fabienne Köhler – Robert Franke / Astrid Hoffmann: 21-12 21-13
- Robert Hinsche / Yvonne Latussek – Michael Teuber / Barbara Bellenberg: 21-18 21-17
- Till Zander / Franziska Volkmann – Sebastian Güttge / Stephanie Noteboom: 21-7 21-10
- Björn Wippich / Lisa Deichgräber – Mark Byerly / Lara Käpplein: 21-9 21-17
- Stefan Adam / Nicole Bartsch – Christian Herbert / Simone Lauber: 22-20 21-18
- Sebastian Teller / Mette Stahlberg – Daniel Porath / Sonja Schlösser: 21-16 13-21 21-16
- Raphael Beck / Sabine Heitkötter – Johannes Szilagyi / Andrea Kannengießer: 21-19 21-4
- Steffen Peterskovsky / Tessa Koschig – Johannes Pistorius / Jennifer Karnott: 21-16 21-10
- Andreas Kämmer / Nadine Kuhnert – Till Felsner / Vanessa Poyatos: 21-15 21-14
- Fabian Roth / Nicol Bittner – Daniel Schmidt / Sandra Emrich: 21-19 21-14
- Konstantin Dubs / Jessica Willems – Jan Collin Strehse / Linda Klasen: 22-20 21-14
- Mark Lamsfuß / Annika Horbach – Michael Hauber / Julia Kunkel: 21-14 21-10
- Michael Fuchs / Birgit Michels – Henning Zanssen / Bianca Pils: 21-9 21-9
- Sebastian Schöttler / Gitte Köhler – Niclas Lohau / Linda Efler: 21-10 21-15
- Thorsten Hukriede / Neele Voigt – Philipp Wachenfeld / Fabienne Köhler: 21-18 23-21
- Peter Käsbauer / Johanna Goliszewski – Robert Hinsche / Yvonne Latussek: 21-10 21-7
- Denis Nyenhuis / Laura Ufermann – Lucas Bednorsch / Kerstin Wagner: 21-9 21-9
- Till Zander / Franziska Volkmann – Andreas Heinz / Alina Hammes: 24-22 21-15
- Max Schwenger / Isabel Herttrich – Alexander Buchwald / Nadine Ehlenbröker: 21-10 21-6
- Björn Wippich / Lisa Deichgräber – Tobias Wadenka / Amelie Oliwa: 21-12 18-21 21-18
- Maurice Niesner / Kira Kattenbeck – Stefan Adam / Nicole Bartsch: 21-13 21-13
- Oliver Roth / Olga Konon – Sebastian Teller / Mette Stahlberg: 21-11 21-15
- Raphael Beck / Sabine Heitkötter – Nils Rotter / Laura Wich: 21-10 21-10
- Josche Zurwonne / Carla Nelte – Steffen Peterskovsky / Tessa Koschig: 21-5 21-10
- Hendrik Westermeyer / Laura Riffelmann – Andreas Kämmer / Nadine Kuhnert: 21-16 21-16
- Jens Ehlert / Monja Bölter – Fabian Roth / Nicol Bittner: 21-12 21-17
- Konstantin Dubs / Jessica Willems – Mark Lamsfuß / Annika Horbach: 21-19 21-16
- Johannes Schöttler / Sandra Marinello – Oliver Schmidt / Angela Giebmanns: 21-9 21-11
- Thorsten Hukriede / Neele Voigt – Denis Nyenhuis / Laura Ufermann: 13-21 21-17 21-14
- Michael Fuchs / Birgit Michels – Sebastian Schöttler / Gitte Köhler: 21-5 21-6
- Peter Käsbauer / Johanna Goliszewski – Till Zander / Franziska Volkmann: 21-12 21-12
- Max Schwenger / Isabel Herttrich – Björn Wippich / Lisa Deichgräber: 21-11 21-10
- Oliver Roth / Olga Konon – Maurice Niesner / Kira Kattenbeck: 21-17 21-16
- Josche Zurwonne / Carla Nelte – Raphael Beck / Sabine Heitkötter: 21-16 26-24
- Jens Ehlert / Monja Bölter – Hendrik Westermeyer / Laura Riffelmann: 14-21 21-11 21-11
- Johannes Schöttler / Sandra Marinello – Konstantin Dubs / Jessica Willems: 21-17 21-11
- Michael Fuchs / Birgit Michels – Peter Käsbauer / Johanna Goliszewski: 21-15 21-15
- Johannes Schöttler / Sandra Marinello – Josche Zurwonne / Carla Nelte: 16-21 21-17 21-7
- Michael Fuchs / Birgit Michels – Thorsten Hukriede / Neele Voigt: 21-7 21-11
- Peter Käsbauer / Johanna Goliszewski – Max Schwenger / Isabel Herttrich: 21-14 22-20
- Josche Zurwonne / Carla Nelte – Oliver Roth / Olga Konon: 21-15 21-19
- Johannes Schöttler / Sandra Marinello – Jens Ehlert / Monja Bölter: 21-4 21-11
- Michael Fuchs / Birgit Michels – Johannes Schöttler / Sandra Marinello: 21-9 21-19